# وحيد أديكونلي
وحيد أديكونلي (بالإنجليزية: Waheed Adekunle)‏ هو لاعب كرة قدم نيجيري في مركز الهجوم، ولد في 1986 في نيجيريا. لعب مع United SC ‏.

## وصلات خارجية
- وحيد أديكونلي على موقع Soccerway.com (الإنجليزية)